# 冯厚
冯厚（？—？），字良载，號坦庵，学者称坦庵先生，明朝学者、作家。

## 生平
生于浙江慈溪县，祖籍余姚县城，字良载。早年考中明经科举人，授学官。明朝天顺年间任淮王府长史，辅佐淮王朱祁銓。

## 著作
冯厚是学者，整理有明文献不遗余力，精于考据索引。曾编有《文翰类选大成》一百三十六卷，是明朝文翰类选大成。善于写诗文，著作宏富，书屋名“洪庵”。专著有：
- 《洪庵稿》
- 《中都稿》
- 《南阳稿》
- 《测蠡管见》
- 《春秋卑论》等

## 家庭
明代天顺四年（1460年），冯厚修成了家谱。他是著名作家冯骥才的直系十七世祖。